# Janusz Komorowski

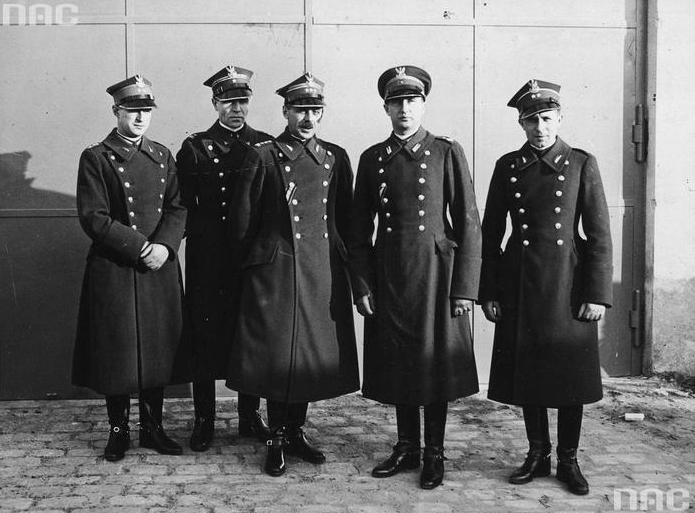
Polska ekipa na Międzynarodowych Zawodach Hippicznycyh w Berlinie w 1936: od lewej por. Janusz Komorowski, mjr Wilhelm Lewicki, płk Tadeusz Komorowski (szef ekipy), mjr Zdzisław Dziadulski, por. Stanisław Czerniawski.

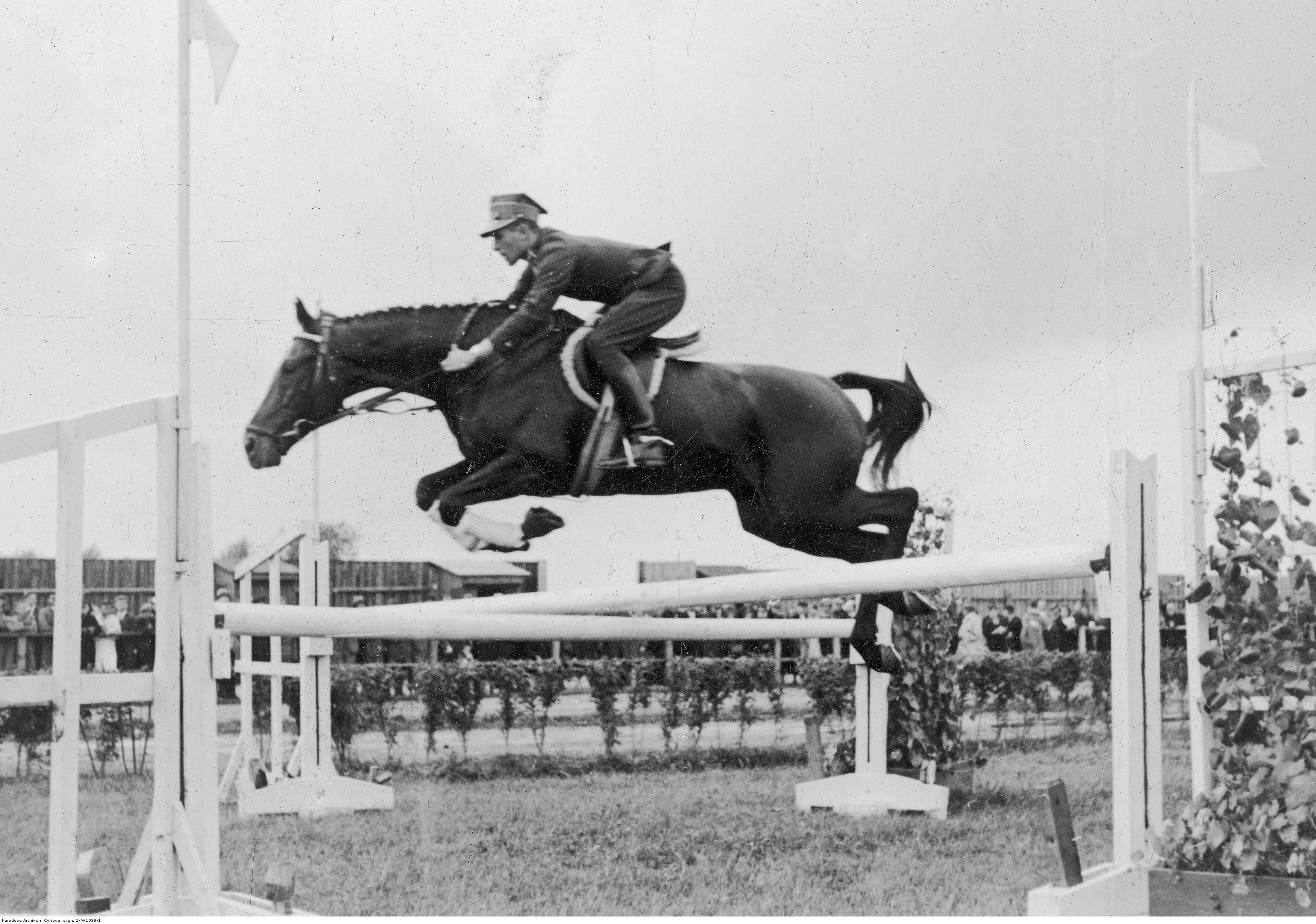
Międzynarodowe Zawody Hippiczne w Rydze 1936 – por. Janusz Komorowski na koniu Dunkanie zdobywa I nagrodę.

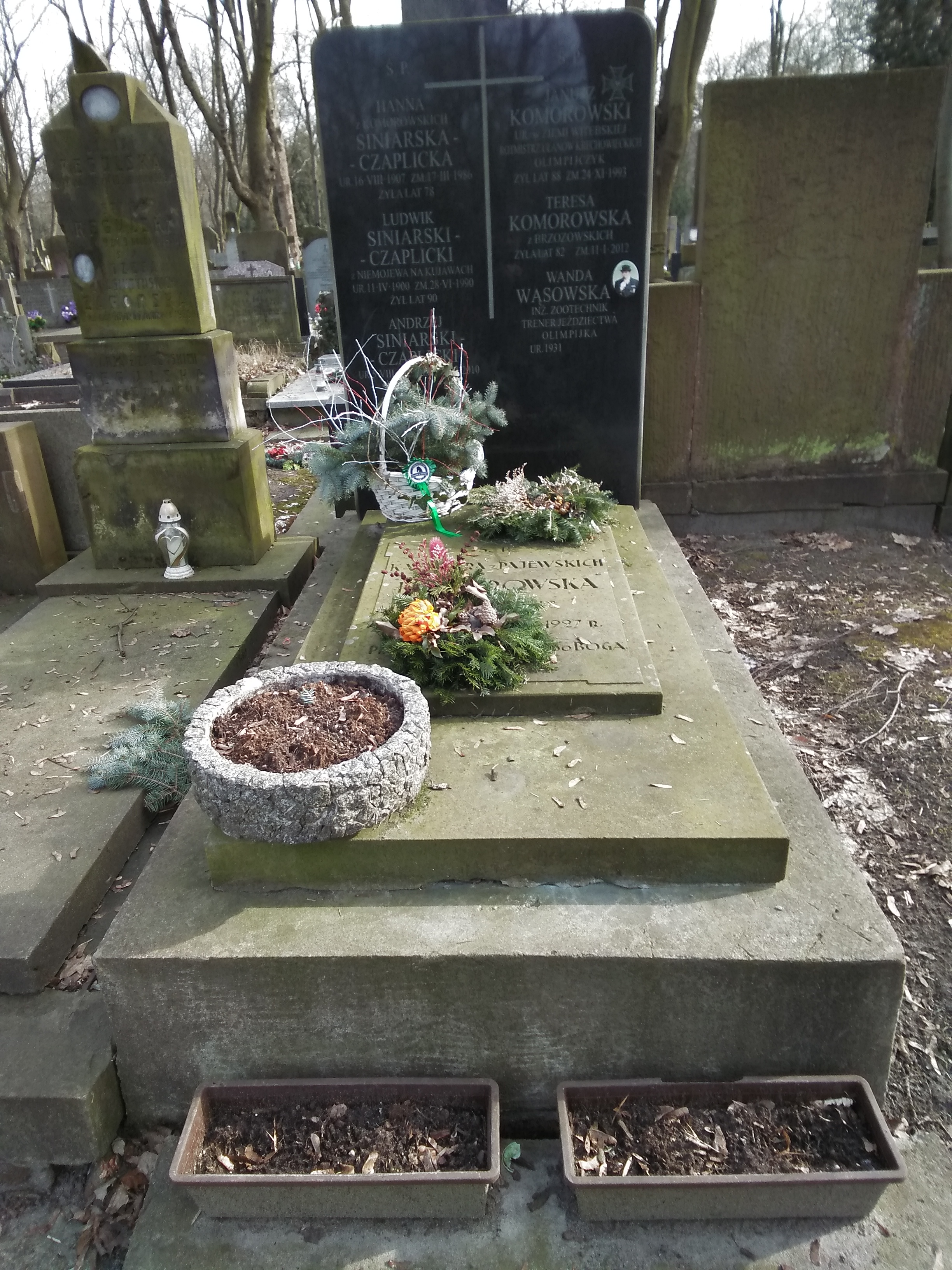
Grób olimpijczyka Janusza Komorowskiego na cmentarzu Powązkowskim

Janusz Komorowski (ur. 5 października 1905 w Warszawie, zm. 24 listopada 1993 tamże) – major Wojska Polskiego, jeździec sportowy, olimpijczyk z Berlina 1936.

## Życiorys
Wychowanek Korpusu Kadetów Nr 1 we Lwowie. Służył w 1 Pułku Ułanów Krechowieckich. Na stopień rotmistrza został mianowany ze starszeństwem z 19 marca 1938 i 54. lokatą w korpusie oficerów kawalerii. W marcu 1939 pełnił służbę w Centrum Wyszkolenia Kawalerii w Grudziądzu na stanowisku oficera jeźdźca Grupy Sportu Konnego. Był uczestnikiem kampanii wrześniowej. W czasie kampanii dostał się do niewoli niemieckiej, którą spędził w Oflagu VII A Murnau. Po wyzwoleniu wstąpił do 2 Korpusu Polskiego we Włoszech, z którym trafił do Wielkiej Brytanii. Pracował jako instruktor jeździectwa i trener w Anglii i Argentynie.
Zmarł 24 listopada 1993. Został pochowany na cmentarzu Powązkowskim w Warszawie (kwatera 225-6-12).

## Kariera zawodnicza
- 1935: wicemistrz Polski w WKKW
- 1936: na olimpiadzie w Berlinie – 36 miejsce w indywidualnym konkursie skoków (w konkursie drużynowym zespół Polski nie został sklasyfikowany z powodu zdekompletowania)
- 1938: II miejsce w XI Międzynarodowym Konkursie Hippicznym Armii Polskiej im. marsz. J. Piłsudskiego w Warszawie[5]

## Ordery i odznaczenia
- Krzyż Srebrny Orderu Virtuti Militari[1]
- Srebrny Krzyż Zasługi (22 maja 1939)[6][2]